# 钻天柳属
钻天柳属（学名：Chosenia）是杨柳科下的一个属。该属仅有钻天柳（Chosenia macrolepis）一种，分布于朝鲜至中国东北和蒙古。